# Panzerzug Lew
Der Panzerzug Lew war ein improvisierter polnischer Panzerzug während des dritten schlesischen Aufstandes von 1921.

## Geschichte
Als am 2. Mai 1921 der dritte schlesische Aufstand begann, setzten die Aufständischen eine größere Anzahl an Panzerzügen ein, darunter auch den Panzerzug Lew. Dieser wurde am 8. Mai mit Wagen des Panzerzug Zawisza Czarny und des Panzerzug Reduta Ordona zusammengestellt und in Dienst genommen. Ab dem 1. Juni erhielt er die Nummer 11 und wurde Teil der 6. Panzerzugdivision mit der Bezeichnung Pociąg pancerny 11 „Lew“ (kurz: P.P., deutsch: Panzerzug).

## Technische Daten

### Lokomotiven

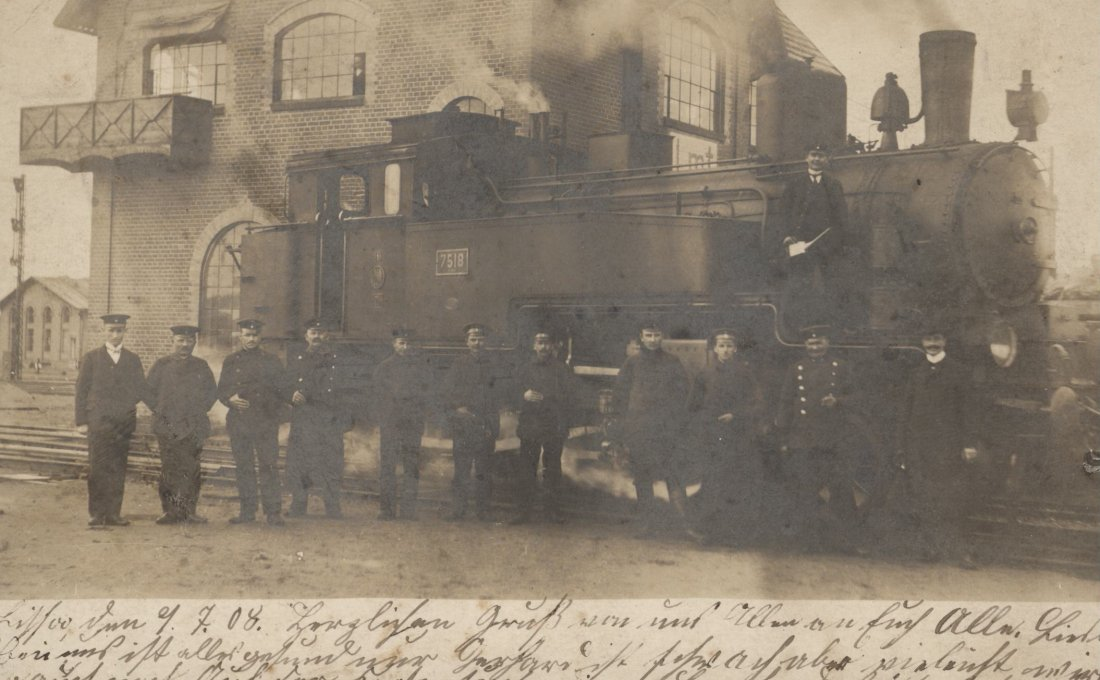
Preußische T 11, Seriennummer 7518

Die genutzte Dampflokomotive des Panzerzug Lew war eine Preußische T 11. Diese Dampflokomotive wurde 1903 in der Union Gießerei Königsberg mit der Werksbezeichnung Union 1258/1903 hergestellt. Bei der Preußischen Staatseisenbahnen wurde sie mit der Seriennummer Kattowitz 7519 gelistet. Nach dem Ersten Weltkrieg wurde sie an Polen übergeben und erhielt die Seriennummern OKi1-4. In Polen wurde die Dampflokomotive nur am Führerstand und dem Kessel gepanzert.

### Artilleriewagen
Der Panzerzug Lew verfügte über zwei Artilleriewagen. Der erste war ursprünglich ein gedeckter Güterwagen aus Holz mit der Seriennummer Gg 3-309. Er wurde in Polen mit Beton gepanzert und verfügte über eine österreichische 8-cm-Kanone M.5/8. Der Wagen wurde 1919 in Warschau umgebaut und zuvor im Panzerzug Zawisza Czarny eingesetzt.
Der zweite Wagen war ebenfalls ein gedeckter Güterwagen aus Holz und wurde ebenfalls 1919 in Warschau mit einer Panzerung aus Beton versehen. Auch er verfügte über eine 8-cm-Kanone M.5/8 und hatte die Seriennummer Gg 140103. Dieser Wagen wurde 1919 das erste Mal beim Panzerzug Reduta Ordona eingesetzt.

### Sturmwagen
Weiterhin verfügte der Panzerzug Lew über einen Sturmwagen. Dieser war für den Transport von Infanterie vorgesehen, welche ausbooten und den Feind angreifen konnten.

### Abstoßwagen
Am Anfang und am Ende des Zuges befanden sich je ein zweiachsiger Flachwagen, welche als Abstoßwagen genutzt wurden.

## Einsatz
Über den Einsatz des Panzerzuges ist wenig bekannt. Lediglich weiß man, dass er am 19. Juni im Bereich um Szobiszowice gegen deutsche Truppen kämpfte. Was mit dem Panzerzug passiert ist, ist unbekannt.

## Zugpersonal
- Zugkommandant Hauptmann Łada-Moczarski (8. Mai – unbekannt)[1]
- Zugkommandant Leutnant K. Albrecht (unbekannt – mind. 19. Mai 1921)[1]

## Zugzusammensetzung
Die Zusammensetzung des Zuges wird von vorne nach hinten aufgeführt:
- Abstoßwagen
- Artilleriewagen
- Sturmwagen
- Panzerlokomotive (Seriennummer: OKi1-?)
- Artilleriewagen
- Sturmwagen